# ۱۳۶ (عدد)

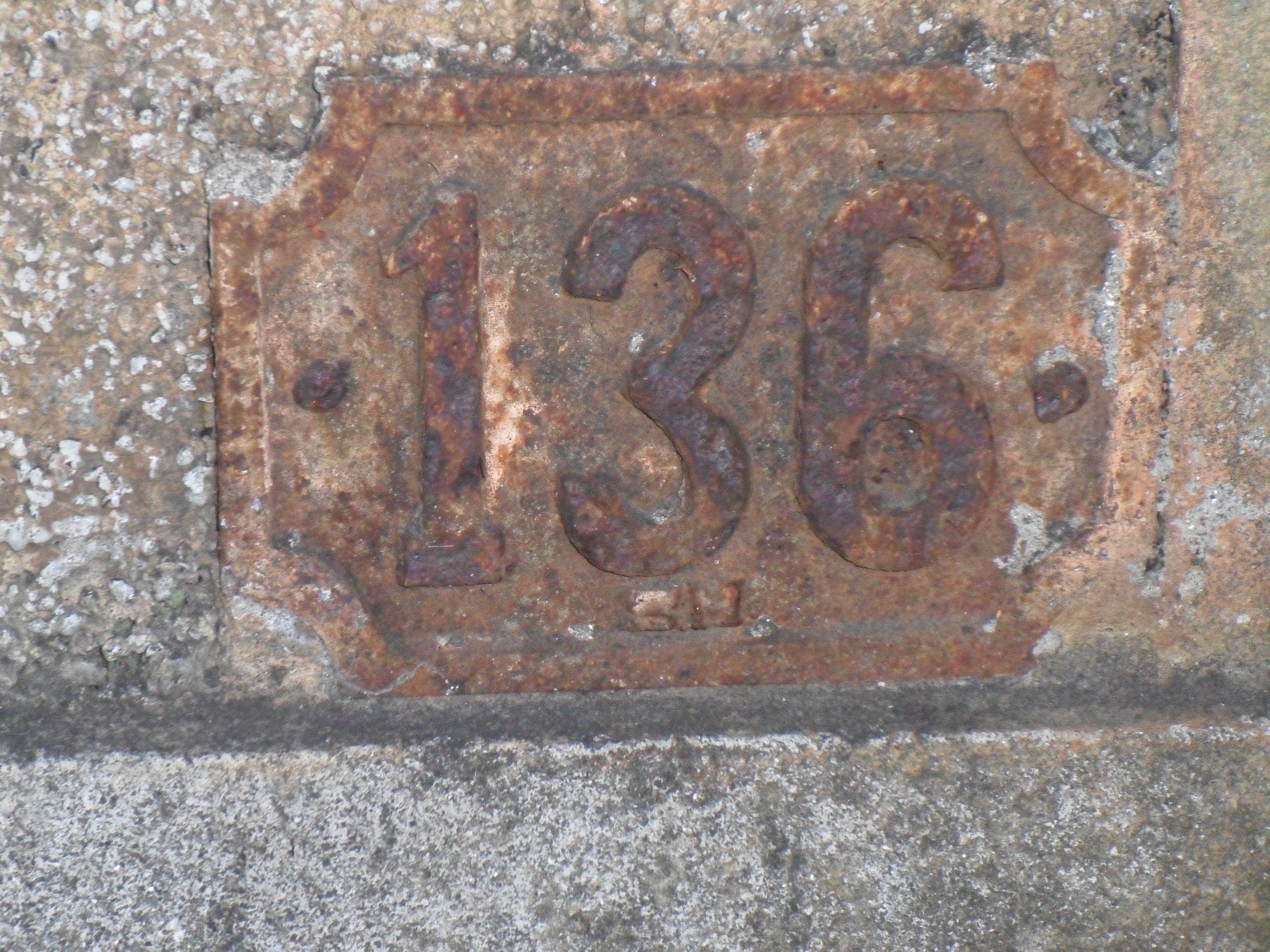
این عکس عدد ۱۳۶ را نشان میدهد

۱۳۶(صد و سی و شش) یک عدد طبیعی است که بعد از ۱۳۵ و قبل از ۱۳۷ قرار دارد.